# Dagny
Dagny er en dansk børnefilm fra 2016 instrueret af Peter Lopes Andersson.

## Handling
Da Dagny tager en bid af de hellige æbler, vækker hun Thors vrede. Det lykkes Dagny at flygte ud i skoven, hvor hun bliver venner med en af de frygtede jætter. Men da Thor truer med at lade Dagnys far tage hendes straf, bliver hun nødt til at vende tilbage til landsbyen, og stå ansigt til ansigt med den mægtige tordengud.